# Louis Charles de La Mothe-Houdancourt
Louis Charles, Marquis de La Mothe-Houdancourt (* 21. Dezember 1687; † 3. November 1755) war ein französischer Militär, der gegen Ende seiner Karriere zum Marschall von Frankreich ernannt wurde.

## Leben
Louis Charles de La Mothe war der älteste Sohn von Charles de La Mothe-Houdancourt, Marquis de la Mothe, Grande von Spanien († 24. März 1728, 85 Jahre alt), und Marie Élisabeth de La Vergne de Monteynard († 6. Dezember 1741, 99 Jahre alt), sowie Großneffe des Marschalls Philippe de La Mothe-Houdancourt.
1702 trat er bei den Musketieren ein. Am 13. Juli 1705 wurde er Colonel eines Infanterieregiments unter seinem Namen, zuvor Régiment de Beuzeville genannt, und stellte mit Auftrag vom 19. November 1705 noch im gleichen Jahr ein Kavallerieregiment auf.
Am 1. Februar 1719 war er Mestre de camp und wurde an diesem Tag zum Brigadier de Cavalerie ernannt, 1722 dann zum Grande von Spanien. Am 6. November 1723 erhielt er das Kommando über das Régiment d’Aumont cavalerie.
Am 1. April 1728, kurz nach dem Tod seines Vaters, wurde er Gouverneur von Stadt und Zitadelle Mézières und war es noch Ende 1736. Am 20. Februar 1734 wurde er zum Maréchal de camp befördert. Am 19. September 1734 kämpfte er in der Schlacht bei Guastalla als Kommandeur des Régiment de Rosen Cavalerie. Kurz darauf wurde er zum Lieutenant-général des Armées du Roi befördert. Am 6. September 1738 wurde er zum Gouverneur von Salins ernannt.
Louis Charles de La Mothe-Houdancourt wurde 1742 Chevalier d’honneur der Königin Maria Leszczyńska. Am 1. Januar 1744 wurde er in den Orden vom Heiligen Geist aufgenommen. Im gleichen Jahr nahm er an den Belagerungen von Menen und Ypern, 1746 an der Belagerung von Mons teil. Am 17. September 1747 wurde er zum Marschall von Frankreich ernannt. 1752 wurde er Gouverneur von Gravelines. Er starb am 3. November 1755.

## Ehe und Familie
Louis Charles d la Mothe-Houdancourt heiratete am 4. Juli 1714 Estelle-Thérèse de Courbon, genannt Mademoiselle de la Roche-Courbon, Tochter von Eutrope-Alexandre de Courbon, Marquis de La Roche-Courbon, und Marie d’Angennes. Ihre Kinder waren:
1. Louis-Geneviève (~ 5. Dezember 1724 in der Kirche Saint-Sulpice in Paris; † 1. Dezember 1736 in Paris an den Pocken)
2. Gabrielle; ⚭ (1) 14. März 1745 Charles-Elisabeth, genannt le Marquis de Froulay († 11. Juli 1747 an Verwundungen aus der Schlacht bei Lauffeldt), Colonel des Régiment Royal-Comtois (1734), Brigadier (1743), Colonel des Régiment de Champagne und Maréchal de camp (1745); ⚭ (2) 2. und 3. Januar 1751 Charles-Joachim Rouault, Marquis de Gamaches, Colonel bei den Grenadiers de France (1742), dann im Régiment Royal-Piémont cavalerie (1753).